# Вебер, Теодор Александр
Теодор Александр Вебер (нем. Theodor Alexander Weber; 11 мая 1838, Лейпциг — март 1907, Париж) — немецкий живописец-маринист и пейзажист.
Был учеником Краузе в Берлине и Изабе в Париже, с 1890 года поселился в Париже.

## Галерея
- «После бури» (в начале XX века в Лейпцигском музее)
- «Кораблекрушение близ Трепора» (в начале XX века в Авиньонском музее)
- «Засниц на острове Рюгене»
- «Долина в Остенде»
- «Вейссингенская гавань».

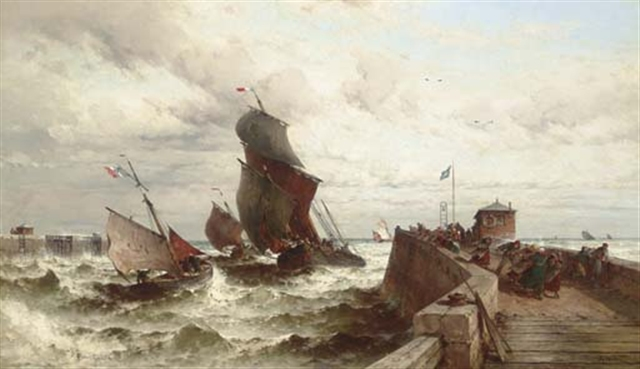
Т. А. Вебер. «Суда входят в порт во время шторма»